# Route nationale 106
Die N106 ist eine französische Nationalstraße, die 1824 zwischen Saint-Gérand-le-Puy und Nîmes festgelegt wurde. Sie geht auf die Route impériale 126 zurück. Ihre Länge betrug 330 Kilometer. 1883 übernahm durch Streckenänderung die N102 ein 4,5 Kilometer langes Stück der N106 durch den Ort Pradelles. 1950 erhielt sie zwischen Les Guittons und Cusset eine neue Führung. Dabei stammt ein Teil von der N493 und der andere von der Ic90. Das kurze Stück zwischen der Ic90 und der N7C wurde zur D490. 1973 wurde der Abschnitt zwischen Saint-Gérand-le-Puy und Alès bis auf das von der N493 und N88 übernommene Stück abgestuft und 1978 wurde eine neue N106 zwischen der N9 südlich von Saint-Chély-d'Apcher und Nîmes gebildet:
- N 107 N9 – Mende
- unterbrochen durch die N88
- N 107 Balsièges – Florac
- N 107bis Florac – Alès
- N 106 Alès – Nîmes

2006 wurde der Abschnitt zwischen der N9 und Mende abgestuft. Zwischen Alès und Nîmes ist sie größtenteils als Schnellstraße ausgebaut und wird auch noch weiter ausgebaut.

## N 106a
Die N106A war von 1933 bis 1973 ein Seitenast der N106 innerhalb von Vichy, der eine über eine Eisenbahnbrücke verlaufende Alternative zur N106 war. 1978 wurde er in N219 umnummeriert und 1986 zur Kommunalstraße abgestuft.

## N 106b
Die N106B war von 1950 bis 1973 ein Seitenast der N106, der entstand, als diese zwischen Magnet und Cusset eine neue Führung bekam. Sie setzt sich aus Teilen der N106 und N7C zusammen:
- N7C: Kreuzung mit D907 (N7C) – Kreuzung mit D490
- N106: Kreuzung mit D490 (N106) – Cusset

Sie trägt heute die Nummer D906B.

## Streckenverlauf
| Position | höchste zulässige Gesamtgeschwindigkeit | Fahrbahnen | km   | Typ                          | Abschnitt                        | Längengrad | Breitengrad |
| -------- | --------------------------------------- | ---------- | ---- | ---------------------------- | -------------------------------- | ---------- | ----------- |
| 1        | 110                                     | 2          |      | Beginn an Straße             | (La Calmette)                    | 43.9140    | 4.2651      |
| 2        | 110                                     | 2          |      | Normaler Abschnitt           |                                  | 43.9239    | 4.2556      |
| 3        | 110                                     | 2          |      | Vollständige Anschlussstelle | Ausfahrtla Calmette              | 43.9327    | 4.2551      |
| 4        | 110                                     | 2          | 18   | Teil-Anschlußstelle          | Boucoiran-et-Nozières            | 43.9856    | 4.1958      |
| 5        | 110                                     | 2          | 13   | Vollständige Anschlußstelle0 | Vézénobres Pont-de-Ners Lédignan | 44.0140    | 4.1572      |
| 6        | 110                                     | 2          | 12.5 | Brücke                       | Vézénobres                       | 44.0161    | 4.1543      |
| 7        | 110                                     | 2          | 6    | Vollständige Anschlussstelle | Vézénobres                       | 44.0632    | 4.1205      |
| 8        | 110                                     | 2          |      | Ende an Kreisverkehr         | Alès                             | 44.1077    | 4.0988      |